# Aguada de Baixo
Aguada de Baixo ist ein Dorf und eine ehemalige Gemeinde (Freguesia) im portugiesischen Kreis Águeda.
In der Freguesia Aguada de Baixo lebten auf einer Fläche von 3,7 km² 1372 Einwohner (Stand 30. Juni 2011).

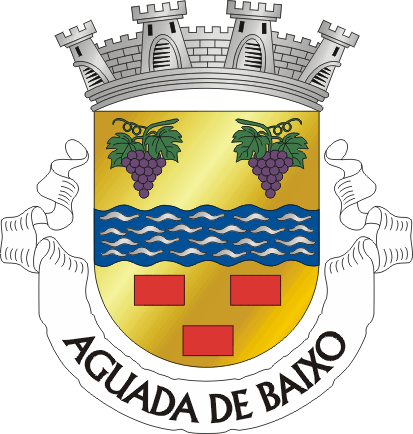
Das Wappen der ehemaligen Freguesia

Am 29. September 2013 wurden die Freguesias Aguada de Baixo und Barrô zur neuen Freguesia União das Freguesias de Barrô e Aguada de Baixo zusammengefasst.